# Pteromallosia anularis
Pteromallosia anularis là một loài bọ cánh cứng trong họ Cerambycidae.